# Salto partido
Salto egy partido Argentína középpontjától keletre, Buenos Aires tartományban. Székhelye Salto.

## Népesség
A partido népessége a közelmúltban a következőképpen változott:
| Év   | Lakosság |
| ---- | -------- |
| 2001 | 28 874   |
| 2010 | 32 653   |